# Texas Ranger Division
Pour les articles homonymes, voir Texas Rangers.
La Texas Ranger Division (en français : « division des Patrouilleurs du Texas »), souvent plus simplement appelés Texas Rangers ou même Rangers, est une agence de la police d'État du Texas, aux États-Unis, basée à Austin capitale texane. Lorsqu'on désigne un individu ou un groupe d’individus sans désigner l’ensemble de l’agence, on dit « un Texas ranger », « un ranger », « des rangers », « le ranger », etc.
Au fil des années, les Texas Rangers ont été amenés à travailler sur différentes infractions allant des meurtres aux corruptions politiques, à assurer la sécurité pendant les émeutes, protéger le gouverneur du Texas, pister les fugitifs ; ils fonctionnent comme une force quasi-militaire au service de la République (1836-1845) et de l'État du Texas.
Les Texas Rangers ont été officieusement créés par Stephen Fuller Austin dans un appel aux armes écrit en 1823 et ont été officiellement constitués en 1835. L'unité a été dissoute par les autorités fédérales au cours de la période de reconstruction de l'après-guerre civile, mais a rapidement été reformée lors du rétablissement du gouvernement. Depuis 1935, l'organisation est une division du département de la Sécurité publique du Texas et remplit le rôle du State Bureau of Investigation du Texas. En 2009, on compte un effectif de 144 rangers.
L'unité est la deuxième agence publique la plus ancienne des États-Unis. Les Rangers ont pris part à bon nombre des événements les plus importants de l'histoire du Texas et ont été impliqués dans certains des cas les plus connus de l'histoire criminelle de la conquête de l'Ouest, tels que l'as de la gâchette qu'était John Wesley Hardin, le braqueur de banque Sam Bass ou les hors-la-loi Bonnie et Clyde. Beaucoup de livres ont été écrits sur les Rangers, des travaux de recherches jusqu'aux œuvres de fiction et romans populaires, ce qui les rend importants dans la mythologie de l'Ouest sauvage. Au cours de leur longue histoire, une tradition des Rangers distincte a évolué. Leur importance culturelle liée aux Texians et plus tard Texans est telle qu'ils sont légalement protégés contre le démantèlement. Un musée est dédié aux Texas Rangers dans la ville de Waco. Cette unité locale a été le point de départ d'une série américaine dont le personnage principal est Walker, Texas Ranger, joué par Chuck Norris.

## Histoire

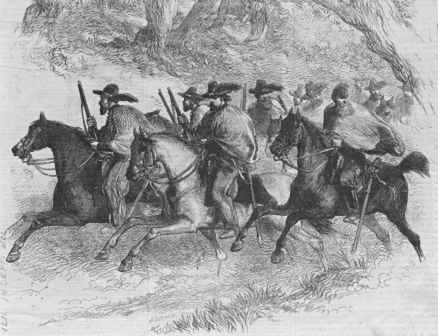
Tableau représentant des Texas rangers en 1845.

Les premiers Texas rangers remontent à 1823, lorsque Stephen Fuller Austin recruta dix hommes pour agir en tant que patrouilleurs afin de protéger les six à sept cents familles nouvellement installées et arrivées au Texas après la guerre d'indépendance du Mexique. Les Texas Rangers ont été officiellement constitués en 1835, et en novembre Robert McAlpin Williamson (en) fut choisi comme le premier commandant des Texas Rangers. Après deux ans, les Rangers comptaient plus de trois cents hommes. Après la révolution texane et la création de la république du Texas, le président texan fraichement élu Mirabeau Bonaparte Lamar organisa une force armée de cinquante-six rangers pour lutter contre les Cherokees et les Comanches, en partie en représailles au soutien que ces derniers ont donné aux Mexicains lors de la bataille de la Neches contre la République. Le nombre des rangers a été augmenté par Sam Houston, président de la République en 1841 pour atteindre 150 hommes.
Les Rangers ont continué à participer à des escarmouches avec les Indiens en 1846, lorsque l'annexion du Texas aux États-Unis et la guerre américano-mexicaine en 1846 ont vu plusieurs compagnies de rangers rassemblées en service fédéral. Ils ont joué un rôle important à diverses batailles, servant de guides et participant à la guérilla, se forgeant rapidement une redoutable réputation parmi les Mexicains et les Américains. À la bataille de Monterrey en septembre 1846, de célèbres rangers, John Coffee Hays, Ben McCulloch, Bigfoot Wallace et Samuel Hamilton Walker (en) ont joué un rôle important dans la bataille, incluant aussi des conseils au général William J. Worth sur les tactiques nécessaires pour lutter à l'intérieur d'une ville mexicaine. Richard Addison Gillespie, un célèbre Texas ranger, est mort à Monterrey, et le général Worth rebaptisa en son nom une colline du nom de « Mount Gillespie ».
John Jackson Tumlinson Sr, le premier alcade du district du Colorado, est considéré par de nombreux historiens comme le premier Texas ranger à avoir été tué dans l'exercice de ses fonctions. Après la fin de la guerre en 1848, les Rangers ont été en grande partie démantelés, mais l'élection de Hardin Richard Runnels (en) en tant que gouverneur en 1857 a permis d'allouer 70 000 $ pour financer les Rangers sous les ordres de John Salmon Ford (en), un vétéran de la guerre du Mexique. Les Rangers, forts de cent hommes à l'époque, ont participé à des campagnes contre les Comanches et d'autres tribus, dont les raids contre les colons et leurs propriétés étaient devenus monnaie courante.
Le succès d'une série de campagnes dans les années 1860 a marqué un tournant dans l'histoire des Rangers. L'armée américaine ne pouvait seulement fournir qu'une protection limitée et peu étendue dans l'immense territoire du Texas. En revanche, l'efficacité des Rangers lorsqu'il s'agissait de menaces a convaincu à la fois la population de l'État et les dirigeants politiques qu'une force armée composée de rangers bien organisée et financée était essentielle. Cette option n'a pas été poursuivie dans le cadre de l'émergence de problèmes politiques nationaux, et les Rangers ont de nouveau été dissous.
De nombreux rangers s'enrôlèrent pour combattre pour les États confédérés d'Amérique suivant la sécession du Texas aux États-Unis en 1861 pendant la guerre de Sécession. En 1870, pendant la période de reconstruction, les Rangers ont été remplacés par la police d'État du Texas qui tomba vite dans le discrédit, et fut dissoute trois ans plus tard en 1873. L'élection de 1873 a vu nouvellement élu gouverneur de l'État Richard Coke et la législature recréa les Rangers. C'est à cette période que la plupart des rangers mythiques apparurent en capturant ou tuant des criminels notoires et des « hors-la-loi » (y compris le voleur de banque Sam Bass et l'as du revolver John Wesley Hardin) et leur rôle décisif dans la défaite des peuples Comanche, Kiowa ou Apache. C’était également pendant ces années que les Rangers subirent la seule défaite de leur histoire en se rendant à la guerre de San Elizario Salt en 1877. Malgré la notoriété de leurs actes, la conduite des Rangers au cours de cette période était discutable. En particulier, Leander H. McNelly (en) et ses hommes ont utilisé des méthodes impitoyables qui, souvent, rivalisaient avec la brutalité de leurs adversaires, comme en prenant part aux exécutions sommaires et en obtenant des confessions par la torture et l'intimidation.
Les Rangers ont vu venir des mesures sérieuses au cours de la révolution mexicaine qui commença en 1910 contre le président Porfirio Díaz. L'effondrement de la loi et de l'ordre du côté mexicain de la frontière, couplé à l'absence de forces militaires fédérales signifiait que les Rangers ont été une fois de plus appelés à restaurer et maintenir l'ordre, par tous les moyens nécessaires. Toutefois, la situation a nécessité la nomination par l'État de centaines de nouveaux rangers, sans analyse soignée des postulants. Les Rangers ont été responsables de plusieurs incidents, se terminant par le massacre en 1918 de la population masculine (quinze hommes et garçons mexicains âgés de 16 à 72 ans) de la petite communauté de Porvenir (en) à la frontière mexicaine dans l'Ouest du comté de Presidio. Avant la fin de la décennie, des milliers de vies ont été perdues, à la fois du côté des Texans et des Mexicains. En janvier 1919, une enquête menée par la législature du Texas a constaté que 300 à 5 000 personnes, principalement d'origine hispanique, avaient été tuées par les Rangers de 1910 à 1919, et que les membres des Rangers avait été impliqués dans de nombreux actes de brutalité et d'injustice. Les Rangers ont été réformés par une résolution de l'Assemblée législative en 1919, qui a vu les groupes de rangers spéciaux dissous et institué par un système de plaintes.
La Grande Dépression a forcé les gouvernements fédéraux et l'État à réduire le personnel et le financement de leurs organisations : le nombre d'officiers a été réduit à quarante-cinq et les seuls moyens de transport accordés aux rangers ont été le chemin de fer ou l'utilisation de leurs chevaux personnels. L'agence a de nouveau été endommagée après avoir soutenu le gouverneur Ross S. Sterling dans sa campagne perdue de réélection, la nouvelle gouverneure Miriam Ferguson congédia tous les rangers en service en 1933.
La désorganisation qui a suivi l'application des lois dans l'État a conduit le législateur à engager un cabinet de consultants pour réorganiser les services de sécurité de l'État ; ils recommandèrent la fusion des Rangers avec le Texas Highway Patrol (« police des autoroutes du Texas ») en vertu d'un nouvel organisme appelé le Texas Department of Public Safety, qui a eu lieu en 1935 avec un budget initial de 450 000 $. Avec des réarrangements mineurs au fil des ans, les réformes de 1935 ont statué sur l'organisation des Texas Rangers jusqu'à nos jours. Aujourd'hui, l'importance historique et symbolique des Texas Rangers est telle qu'ils sont protégés par la loi contre leur démantèlement.

## Organisation
L'organisation interne des Texas Rangers conserve les grandes lignes qui ont été définies en 1935. L'agence est divisée en huit équipes : sept équipes de district partant de la lettre « A » à la lettre « G », et son quartier général la lettre « H ». Le nombre du personnel est fixé par la législature du Texas. À compter de 2010, les Texas Rangers comptent 144 agents (ou officer, ce terme en anglais n'ayant pas le sens d'officier en français), un criminologue, un analyste financier et vingt-quatre personnes de soutien civil. Le législateur a également constitué une dotation pour la nomination de trois cents rangers spéciaux lors de situations d'urgence. Le quartier général des Texas Rangers est situé à Austin au Texas.
Depuis le 10 décembre 2008 le chef des Texas Rangers est le capitaine (senior captain) Antonio Leal, assisté par le capitaine Hank Whitman.
Les sept équipes de district sont réparties dans sept emplacements géographiques :
- Houston est le poste de commandement de l'équipe A, dirigé par le commandant Freeman Martin ;
- Garland est le poste de commandement de l'équipe B, dirigé par le commandant Bryant Wells ;
- Lubbock est le poste de commandement de l'équipe C, dirigé par le commandant Randy Prince ;
- San Antonio est le poste de commandement de l'équipe D, dirigé par le commandant Al Alexis ;
- El Paso est le poste de commandement de l'équipe E, dirigé par le commandant Brooks Long ;
- Waco est le poste de commandement de l'équipe F, dirigé par le commandant Kirby Dendy, mort en 2014 ;
- McAllen est le poste de commandement de l'équipe G, dirigé par le commandant Shaun Palmer[12].

## Dans la fiction

### Séries télévisée
- Walker, Texas Ranger, série télévisée américaine interprétée par Chuck Norris.
  - Walker, reboot de la série avec Chuck Norris.
- Young Sheldon, d'où est originaire Sheldon Cooper de The Big Bang Theory.
- 9-1-1: Lone Star, le personnage de Gabriel Reyes, interprété par Benito Martinez, en fait partie. Son fils, Carlos Reyes (Rafael Silva) devient également ranger lors de la cinquième et ultime saison.

### Films
- Walker, Texas Ranger : La Machination, long métrage basé sur la série.
- Texas Rangers : La Revanche des justiciers, film américain sorti en 2001.
- The Highwaymen : film américain retracent l’histoire de Franck Hamer, un ranger ayant traqué Bonnie et Clyde

### Bandes dessinées
- Tex Willer, personnage créé en 1948 par Giovanni Luigi Bonelli.

### Romans
- Lonesome Dove, roman américain de Larry McMurtry.